# 1295 Deflotte
1295 Deflotte este o planetă minoră (asteroid), cu un diametru de 47,407 km, din centura de asteroizi. A fost descoperită pe 25 noiembrie 1933 la Centrul de Cercetări în Astronomie de Louis Boyer. 
Obiectul prezintă o orbită caracterizată de o semiaxă mare de 3,3871746 UAi, o excentricitate de 0,117512, o înclinație de 2,88589 ° în raport cu ecliptica.